# Blason de Cayenne
Vous pouvez aider à l'améliorer ou bien discuter des problèmes sur sa page de discussion.
- Il ne cite pas suffisamment ses sources. Vous pouvez indiquer les passages à sourcer avec {{référence nécessaire}} ou {{Référence souhaitée}}, et inclure les références utiles en les liant aux notes de bas de page. (Marqué depuis août 2025)
- Il contient une ou plusieurs listes. Le texte gagnerait à être rédigé sous la forme d’un ou plusieurs paragraphes synthétiques, afin d’être plus agréable à lire. (Marqué depuis août 2025)

- Archive Wikiwix
- Bing
- Cairn
- DuckDuckGo
- E. Universalis
- Gallica
- Google
- G. Books
- G. News
- G. Scholar
- Persée
- Qwant
- (zh) Baidu
- (ru) Yandex
- (wd) trouver des œuvres sur Wikidata

Le blason de Cayenne a été composé par Émile Merwart, gouverneur de la Guyane au début du XXe siècle.

## Description
Il se blasonne ainsi : tiercé en fasce, au premier d'azur à trois fleurs de lis d'or surmontées du nombre 1643 du même ; au deuxième de gueules à la barque mouvant du trait de partition, transportant un tas d'or au naturel; au troisième de sinople à trois nénuphars d'argent. L’écu est timbré d’une couronne murale sommés de deux palmiers. En supports, deux tamanoirs[réf. nécessaire].

Différences entre dessin et blasonnement : Au 1) les fleurs de lis sont dessinées rangées en fasce, ce qui n'est pas dit; au 3) le champ est dessiné semé de "tildes"-avec nénuphars brochants- ce qui n'est pas dit..
Une autre description pourrait être : De gueules à la barque (tannée), transportant un tas d'or au naturel, voguant sur une mer de sinople chargée de trois nénuphars d'argent ; au chef (cousu) d'azur chargé de trois fleurs de lys d'or et surmontées en comble de la date 1643 de même.
Les éléments présents sur ce blason sont :
- 1643: année de fondation de la ville par Charles Poncet de Brétigny, lieutenant-général du roi Louis XIII au pied de la colline du Cépérou. Les trois fleurs de Lys d'or sur un champ bleu ("d'azur") symbolisent la royauté.
- le rouge ("gueules") représente la couleur de la terre.
- le canot amérindien représente la navigation sur les rivières Mahury, et l'Océan Atlantique. Sa couleur "au naturel" n'est pas très précise (un tanné ?). Il est chargé d'or, principale richesse de la Guyane à l'époque.
- Le vert ("sinople") rappellerait la forêt (?), ou plutôt les eaux tropicales entourant "l'île" de Cayenne, où flottent des nénuphars. Plusieurs Compagnies des Indes ont également porté une mer "de sinople" dans leur blason.

Ornements extérieurs :
- La couronne murale : c'est un rappel des fortifications qui entouraient la ville, et les palmiers de la Place des Palmistes.
- Les deux tamanoirs sont des mammifères se nourrissant de fourmis et termites. Il y avait beaucoup de tamanoirs en Guyane à cette période. Grâce à leurs griffes, ils sont capables de se défendre face à des prédateurs tels que les jaguars.
- Fert Aurum Industria : Le travail procure la richesse, devise proposée par le gouverneur Émile Merwart.

## Histoire
Le 25 décembre 1901, lors de la première séance du Comité de Patronage du Musée de Cayenne, Paul Merwart, frère du gouverneur et peintre de la Marine et des Colonies, présente un tableau sur lequel il a peint le blason de la ville.